# Bert Thierron
Hubert (Bert) Thierron (1941) is een Belgisch syndicalist.

## Levensloop
Thierron was actief bij de Christelijke Centrale der Metaalbewerkers van België (CCMB). In 1975 werd hij adjunct-secretaris-generaal van de Europese Metaalbond (EMB) en in 1978 volgde hij de Duitser Günter Köpke op als secretaris-generaal van deze organisatie. Zelf werd hij in deze hoedanigheid opgevolgd in 1995 door de Deen Hans Fluger. Tevens was hij coördinator van het European Trade Union Institute (ETUI).
Nadien werd hij hoofd van de internationale afdeling van IG Metall te Frankfurt.